# Dazendorf
Dazendorf ist ein Ortsteil von Gremersdorf im Kreis Ostholstein in Schleswig-Holstein mit etwa 120 Einwohnern.

## Geografie

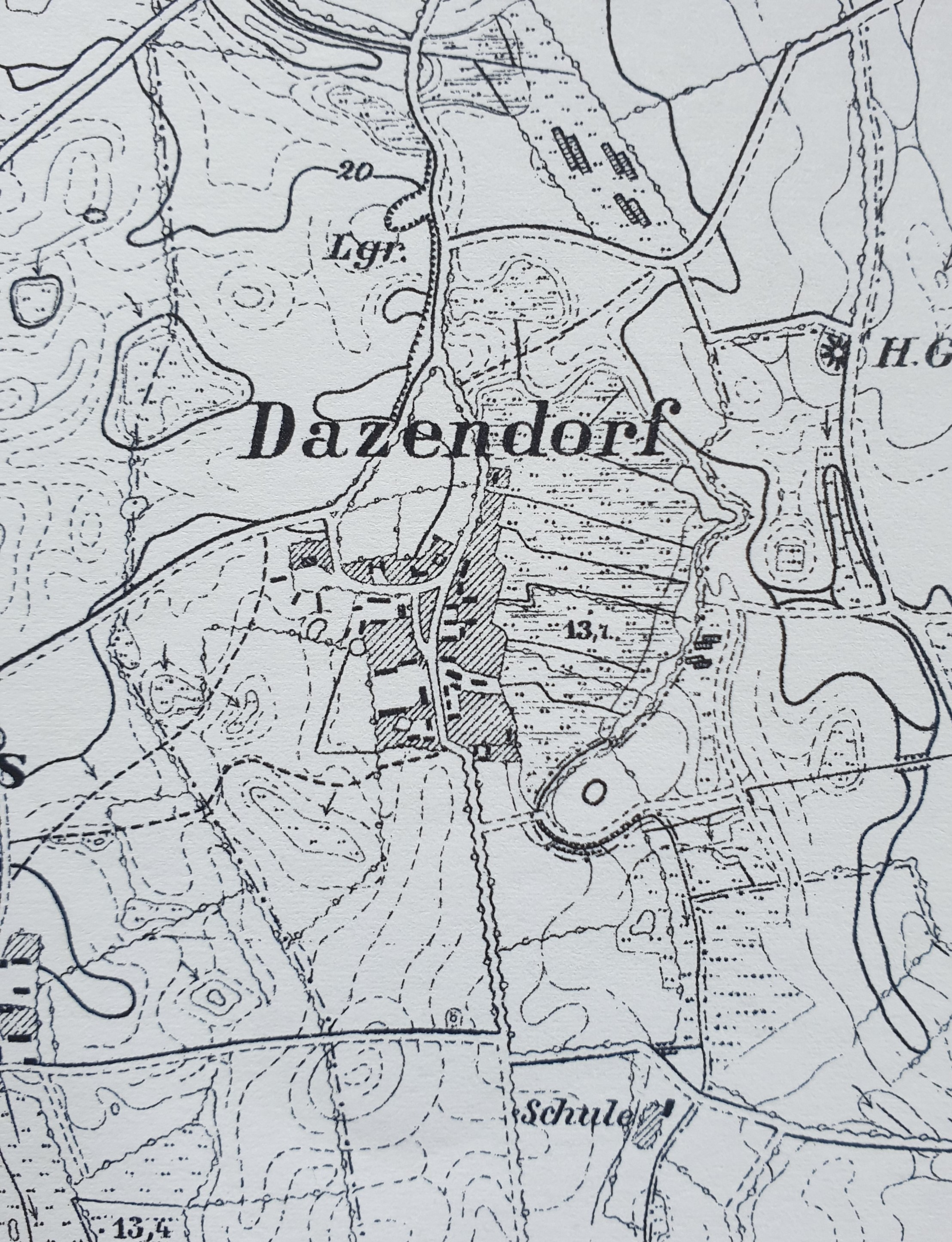
Dazendorf 1877 (Königlich Preußische Landesaufnahme)

Dazendorf liegt etwa neun Kilometer nördlich von Oldenburg in Holstein an der Kreisstraße 41 von Oldenburg in Holstein nach Heiligenhafen. Die Ostsee mit dem Dazendorfer Strand liegt etwa drei Kilometer in nördlicher Richtung.

## Geschichte
Die Etymologie des Namens ist unklar. Erstmals schriftlich erwähnt wird Dazendorf am 13. Januar 1239, als es von Graf Gerhard von Holstein an das St.-Johannis-Kloster Jungfrauenkloster verkauft wird. Seit 1. April 1937 ist Dazendorf Teil der Gemeinde Gremersdorf. Die Freiwillige Feuerwehr wurde 1934 gegründet und wird jetzt zusammen mit dem Nachbardorf Kembs als Freiwillige Feuerwehr Kembs-Dazendorf unterhalten.
Die Bushaltestelle Kembs/Abzweigung wird an Schultagen von zwei Linien der Autokraft angefahren.

## Höfe
Das St.-Johannis-Jungfrauenkloster war ab 13. Januar 1239 bis 1806 Eigentümer des Dorfes und somit Lehnsherr, die Bauern waren lehnsabhängige Bewohner des Dorfes, sie besaßen keinerlei Grundeigentum, ihnen gehörten nur die Gebäude (Haus, Ställe), die beweglichen Sachen und das Vieh. Sie waren an den von ihnen bewirtschafteten Grund gebunden, sie waren aber keine Leibeigenen. Ihr Eigentum konnten die Lehnsnehmer vererben. Witwen, die nicht neu geheiratet haben, mussten den Grund innerhalb eines Jahres verlassen.
| Höfe (Stellen), Lehnsnehmer und deren Abgaben im Laufe der Zeit |                                                       |       |                                 |                           |                            |                          |
| Stelle                                                          | Lehnsnehmer                                           | Hufen | 1600                            | 1636                      | 1647                       | 1700                     |
| 1                                                               | Paul Mohr Paul Mohr Hans Hay Hans Hay                 | 2,75  | 12 Lübsche Mark 8 Schilling - - | - 27 Mark 8 Schilling - - | - - 35 Mark 12 Schilling - | - - 49 Mark 9 Schilling  |
| 2                                                               | Gorries Stuck Gorries Stuck Peter Ralff Carsten Hamer | 0,5   | 2 Mark 8 Schilling - -          | - 5 Mark - -              | - - 6 Mark 8 Schilling -   | - - 10 Mark 10 Schilling |
| 3                                                               | Hinrich Flügge Claus Flügge Hans Hay                  | 2,5   | 11 Mark 10 Schilling - -        | - 23 Mark 4 Schilling - - | - - 30 Mark 12 Schilling - | - - 45 Mark 9 Schilling  |
| 4                                                               | Claus Swarte Jacob Gosebeck Jacob Gosebeck            | 3,75  | 10 Mark - -                     | - 20 Mark - -             | - - 26 Mark -              | - - 39 Mark 8 Schilling  |
| 5                                                               | Michel Swarte Peter Schröder Jürgen Mohr              | 3,75  | 18 Mark 12 Schilling - -        | - 37 Mark 8 Schilling - - | - - 48 Mark 12 Schilling - | - - 74 Mark 7 Schilling  |
| 6                                                               | Hans Gosebeck Detlev Gosebeck Hinrich Mess(e)         | 3,5   | 18 Mark 12 Schilling - -        | - 37 Mark 8 Schilling - - | - - 46 Mark 7 Schilling -  | - - 70 Mark 6 Schilling  |
| Gesamt                                                          |                                                       | 15    | 74 Mark 2 Schilling             | 150 Mark 12 Schilling     | 194 Mark                   | 290 Mark 1 Schilling     |

## Einwohnerentwicklung
| Einwohnerentwicklung |                                                           |           |
| Jahr                 | Haushalte / Hufen                                         | Einwohner |
| 1600–1700            | 15 Hufen                                                  |           |
| 1845                 | 5 Vollhufen, 1 Halbhufe,1 Viertelhufe, 2 Kathen, 1 Schule | 100       |
| 1855                 |                                                           | 130       |
| 1925                 |                                                           | 125       |
| 1987                 | 45 Haushalte                                              | 126       |

## Persönlichkeiten
- Werner Pögel (1904–1957), SS-Standartenführer im persönlichen Stab Reichsführer SS[9][10]